# Bilan préopératoire
Un bilan préopératoire est un bilan effectué juste avant une opération chirurgicale, dans le but de prévenir les risques pour le patient.
Il n'existe pas de bilan pré-opératoire type. On doit l'adapter à chaque patient.

## Clinique

### Interrogatoire
- Antécédents personnels, médicaux et chirurgicaux
- Traitements en cours, allergies connues
- Heure de la dernière ingestion alimentaire si la chirurgie est prévue à court terme

### Examen physique
- ORL, pour prévoir d'éventuelles difficultés d'intubation trachéale (morphologie)
- Cardiovasculaire
- Pulmonaire

## Paraclinique

### Biologie
- Numération formule sanguine (NFS)
- Bilan de coagulation : TP, TCA, plaquettes
- Groupage, et RAI de moins de 72 heures, si la chirurgie est à risque de pertes sanguines.
- Dosage de la créatinine (pour évaluer les fonctions rénales)

### Imagerie
- Radiographie thoracique

### Autres
- Cardiovasculaire : ECG, épreuve d’effort, échocœur
- Pulmonaire : EFR

## Classification ASA
Elle permet de classer les patients en fonction du risque anesthésique,.
- ASA 1 : Patient en bon état général
- ASA 2 : Patient présentant une perturbation modérée d'une grande fonction(ex. : hypertension artérielle modérée, bronchite chronique)
- ASA 3 : Patient présentant une perturbation sévère d'une grande fonction limitant son activité sans entrainer d'incapacité (ex. : angor stable)
- ASA 4 : Patient présentant une atteinte très sévère d'une grande fonction, invalidante et mettant en jeu le pronostic vital (ex. : angor instable)
- ASA 5 : Patient moribond, espérance de vie inférieure à 24 heures.